# Brecon
Brecon (em galês: Aberhonddu) é uma comunidade e cidade mercado a sul de Powys, na zona central do País de Gales. A sua população é de 7.901 habitantes  Foi a principal cidade do condado de Brecknockshire e, embora tenha deixado de o ser com a criação de Powys, permanece um centro comercial importante. É a terceira maior cidade em Powys.

## História

### Origem
No período romano da história do Reino Unido, Y Gaer, Brecon foi criada como uma base militar para a cavalaria do exército romano, no contexto da conquista romana do País de Gales. 
Após o período mais "negro" da Idade Média, o nome original galês do reino onde Brecon se situava era "Brycheiniog", que depois passou a Brecknockshire ou Breconshire e, provavelmente, deriva do nome pessoal do rei irlandês Brychan. O nome inglês de Brecon poderá derivar de Brychan.
O nome galês, Aberhonddu, significa "boca de Honddu". Deve a sua origem ao rio Honddu, que conflui com o rio Usk perto do centro da cidade, a curta distância do rio Tarrell.
A confluência do Honddu com o Usk tornou-se um local de defesa estratégico para um castelo normando. que tinha vista sobre toda a cidade; o castelo foi construído por Bernard de Neufmarche no final do século XI.

### Actualmente
Actualmente (2011), Brecon é uma comunidade próspera e um local de turismo, nomeadamente pelo Brecon Beacons National Park, que tem o ponto mais alto do sul do Reino Unido, Pen-y-Fan, com 886m. 
É, também, um local com vários estabelecimentos militares, na sua zona este:
- Escola de Infantaria (Infantry Battle School , ex Infantry Training Centre Wales)
- The Barracks, sede da 160ª Brigada do País de Gales
- Regimento Gurkha

A 13km a oeste de Brecon fica a Área de Treino de Sennybridge, um importante centro de formação do Exército Britânico.